# Hara hara
Erethistes hara o Erethistes serratus és una espècie de peix pertanyent a la família dels eretístids.

## Descripció
- Pot arribar a fer 6,1 cm de llargària màxima.
- 1 espina i 5-6 radis tous a l'aleta dorsal.
- 3 espines i 6-7 radis tous a l'aleta anal.[2][3]

## Hàbitat
És un peix d'aigua dolça, demersal i de clima subtropical (12 °C-28 °C).

## Distribució geogràfica
Es troba a Àsia: l'Índia, el Nepal, Myanmar, la Xina i Bangladesh.

## Observacions
És inofensiu per als humans.